# Matija Ljubek
Matija Ljubek (Belišće, 22 novembre 1953 – Valpovo, 11 ottobre 2000) è stato un canoista jugoslavo, dal 1992 croato.
Alle Olimpiadi di Montréal 1976 ha vinto una medaglia d'oro nel C1 1000 m e un bronzo nel C1 500 m, mentre 8 anni dopo, a Los Angeles 1984 ha gareggiato nel C2, in coppia con Mirko Nišović vincendo un altro titolo olimpico e una medaglia d'argento.

## Biografia
Nato a Belišće è stato membro del Kajak klub Belišće, nella sua carriera ha vinto più di 300 medaglie, tra cui due ori olimpici rappresentando la Jugoslavia. Nelle gare in coppia è sempre stato affiancato dall'amico di Zemun Mirko Nišović.
Durante l'indipendenza croata fu uno dei fondatori, nonché membro, del HOO.
Dal 2000 il più grande premio assegnato dal HOO si chiama Premio "Matija Ljubek" in suo onore.
Il 22 ottobre del 2000 a Valpovo fu ucciso da due colpi di fucile da Marko Varžić.
Il figlio Nikica Ljubek è stato un canoista di rilevanza internazionale ed ha partecipato ai Giochi olimpici di Sydney 2000.

## Palmarès
- Olimpiadi
  - Montréal 1976: oro nel C1 1000 m e bronzo nel C1 500 m.
  - Los Angeles 1984: oro nel C2 500 m e argento nel C2 1000 m.
- Mondiali
  - 1975: bronzo nel C1 10000 m.
  - 1978: oro nel C1 1000 m e bronzo nel C1 10000 m.
  - 1981: argento nel C1 10000 m.
  - 1982: oro nel C2 500 m e argento nel C2 1000 m.
  - 1983: oro nel C2 500 m e bronzo nel C2 1000 m.
  - 1985: oro nel C2 10000 m e argento nel C2 1000 m.
- Giochi del Mediterraneo
  - Spalato 1979: oro nel C1 500 m, oro nel C1 1000 m e oro nel C2 500 m.